# Arnače
Arnače – wieś w Słowenii, w gminie miejskiej Velenje. W 2018 roku liczyła 309 mieszkańców. 